# Miiverse
Miiverse was een sociaal netwerk voor de Wii U en Nintendo 3DS dat beschikbaar was met behulp van Nintendo Network. De online dienst werd aanvankelijk gelanceerd op de Wii U op 18 november 2012 en werd later beschikbaar gemaakt voor de Nintendo 3DS op 9 december 2013. Een webportaal werd geopend op 25 april 2013.

## Beschrijving
Miiverse werd geïntegreerd in het systeemmenu van de Wii U en 3DS, maar ook in computerspellen. Het bood gebruikers de mogelijkheid om met andere spelers te communiceren en hun ervaringen te delen door middel van tekeningen, tekst, schermafdrukken en soms ook videofragmenten.
De berichten waren onderverdeeld in verschillende groepen die waren gewijd aan specifieke spellen, spelseries, toepassingen of interesses, en spelers konden de huidige schermafdruk van het op dat moment lopende spel als bijlage bij hun berichten plaatsen. Bepaalde spellen, zoals Sonic Lost World, boden spelers de mogelijkheid om in het spel voorwerpen met andere spelers te delen via Miiverse. Andere spellen, zoals Super Mario 3D World en Mario Kart 8, boden vooraf gemaakte stempels die in handgeschreven posts konden worden gebruikt.
Op 29 juli 2015 volgde een update waarbij spelers berichten en schermafdrukken konden plaatsen in een persoonlijk Speeldagboek.
Nintendo heeft de dienst beëindigd op 7 november 2017.